# Herman Haluščenko
Herman Valerijovič Haluščenko (ukrajinsky Герман Валерійович Галущенко; * 1. května 1973 Lvov, Ukrajinská SSR, Sovětský svaz) je ukrajinský právník a politik. Od roku 2021 je ministrem energetiky ve vládě Denyse Šmyhala. Do nástupu do funkce působil jako úředník s právnickým vzděláním na různých postech státní správy. Po roce 2014 se intenzivně zabýval důsledky anexe Krymu Ruskou federací.